# Symplocarpus nabekuraensis
Symplocarpus nabekuraensis là một loài thực vật có hoa trong họ Ráy (Araceae). Loài này được Otsuka & K.Inoue mô tả khoa học đầu tiên năm 2002.